# Untergrombach (przystanek kolejowy)
Untergrombach (niem: Haltepunkt Untergrombach) – przystanek kolejowy w Bruchsal, w regionie Badenia-Wirtembergia, w Niemczech. Znajduje się między Heidelberg a Karlsruhe, na Rheintalbahn i jest obsługiwany przez linie S31 i S32 Stadtbahn Karlsruhe. W godzinach szczytu zatrzymują się tu pociągi linii S3 S-Bahn Ren-Neckar.
Przystanek jest oznaczony skrótem RURB. 

## Historia
We wrześniu 1840 rozpoczęto budowę (wówczas) jednotorowej linii kolejowej Karlsruhe-Bruchsal-Heidelberg. 10 kwietnia 1843 ruszył pierwszy pociąg. W 1846 budynek stacji Untergrombach został zbudowany. W 1847 rozbudowano linię o drugi tor i w 1854 roku została ona zmieniona dużym kosztem, z szerokości toru 1600 mm na standardową 1435 mm.
Około 1875 rozpoczęto z wykorzystaniem kolei industrializację i tworzenie nowych miejsc pracy między Karlsruhe i Bruchsal. Linia kolejowa miała pozytywny wpływ na Untergrombach.
W 1893 roku otwarto stację w formie bufetu. W 1950 roku Rheintalbahn została zelektryfikowana. W 1993 roku otwarto przejście podziemnie.
W latach 1994–1996 prowadził wprowadzono kursy Stadtbahn Karlsruhe przy udziale Karlsruher Verkehrsverbund (KVV). Od 1996 regularnie kursują linie S31 i S32, które biegną przez Kraichtalbahn do Menzingen (S32) i od 1998 roku do Odenheim (S31).

## Linie kolejowe
- Rheintalbahn